# 天文時計のアリア
『天文時計のアリア』（てんもんどけいのアリア）は、2015年12月25日にCampusより第2作目として発売された18禁美少女アドベンチャーゲーム。

## あらすじ
“天文時計から流れる歌を聞くと幸せになれる”という伝説のある麻保志学園の天文時計で諸星 大河は『星霊』である月上 アリアに出会うが、『幸せ』をもたらす『星霊』である彼女は、実は『幸せ』とは何なのか知らず、それを主人公と共に探すために、彼女は消えてしまうと知りながら永遠を捨てて『人間になること』を選び、“人間として” 大河と共に学園生活を送ることになる。

## 登場人物
諸星 大河（もろぼし たいが）
身長：169cm 体重：62kg
本作の主人公。
月上 アリア（つきがみ アリア）
声 - 橘まお
身長：157cm 体重：45kg BWH：B87 (D) / W49/ H80
麻保志学園の天文時計に宿る無邪気な性格の“星霊”。

## 主題歌
オープニングテーマ「星々の刻をこの掌に」
作詞 - Ayumi. / 作曲 - 細井聡司 / 歌 - 霜月はるか